# Bernard Miles
Bernard Miles, CBE (27 de septiembre de 1907 – 14 de junio de 1991) fue un actor, guionista y director inglés.

## Biografía
Su nombre completo era Bernard James Miles, y nació en Uxbridge, Inglaterra. Miles estudió en la County School de Uxbridge, en el Pembroke College de Oxford y en el Northampton Institute (posterior Universidad de la City de Londres).
Como autor teatral, destaca en 1946 su comedia sobre la Home Guard titulada Let Tyrants Tremble!, representada en el Scala Theatre, uno de los Teatros del West End, obra en la que también actuó. Además, y todavía dentro del mundo teatral, inauguró en 1959 el Mermaid Theatre en Londres, el primero desde el siglo XVII en la City de Londres.
Miles fue reconocido por promocionar a talentos emergentes. Impresionado con la escritura del dramaturgo inglés John Antrobus, se lo presentó a Spike Milligan, creando ambos autores la obra en un acto The Bed-Sitting Room. La pieza fue posteriormente adaptada y llevada a escena por Miles en el Mermaid Theatre, estrenándose el 31 de enero de 1963 con éxito de público y crítica.
Otras de sus facetas teatrales fue la de los monólogos cómicos, a menudo utilizando dialecto rural, los cuales fueron más tarde editados en grabaciones discográficas.
En los años 1930 pasó a la gran pantalla, con papeles relevantes en películas patrióticas británicas rodadas durante la Segunda Guerra Mundial, entre ellas Perdido un avión (1942, de Michael Powell y Emeric Pressburger) y In Which We Serve (1942, de David Lean), pero también con actuaciones sin créditos como la de The First of the Few (1942), dirigida por Leslie Howard. En los años de posguerra actuó en algunos clásicos del cine británico como Grandes esperanzas (1946, de David Lean) y The Life and Adventures of Nicholas Nickleby (1947, de Alberto Cavalcanti), mientras que en la década siguiente participó en célebres filmes estadounidenses como Moby Dick (1956, de John Huston) y The Man Who Knew Too Much (1956, de Alfred Hitchcock), actuando en la última junto a Brenda de Banzie.
Miles empezó a trabajar en televisión en la década de 1950. Así, en 1951 fue Long John Silver en una versión para la televisión británica de La isla del tesoro. Una década después retomó el papel para una adaptación llevada a escena en el Mermaid Theatre en el invierno de 1961–62, actuando en la misma Spike Milligan como Ben Gunn.
Miles fue nombrado Comendador de la Orden del Imperio Británico (CBE) en 1953, y Knight Bachelor en 1969. Además, también fue nombrado par vitalicio como Barón Miles, el 7 de febrero de 1979. Él y Laurence Olivier han sido los únicos actores en recibir el nombramiento de par.
El actor se casó en 1931 con la actriz Josephine Wilson, con la cual tuvo dos hijas y un hijo, el piloto John Miles. Josephine había sido cofundadora del Mermaid Theatre, y falleció el 7 de noviembre de 1990. Bernard Miles sobrevivió seis meses a su esposa, falleciendo en junio de 1991 en Knaresborough, Inglaterra, a los 83 años de edad.

## Filmografía (selección)
- 1933 : Channel Crossing
- 1935 : The Love Test
- 1935 : The Guv'nor
- 1935 : Late Extra
- 1936 : Twelve Good Men
- 1936 : Everything Is Thunder
- 1936 : Crown v. Stevens
- 1936 : Midnight at Madame Tussaud's
- 1938 : Strange Boarders
- 1938 : The Challenge
- 1938 : Convict 99
- 1938 : 13 Men and a Gun
- 1938 : La ciudadela
- 1938 : They Drive by Night
- 1938 : The Rebel Son
- 1939 : El espía negro
- 1939 : The Lion Has Wings
- 1940 : Band Waggon
- 1940 : Contrabando
- 1940 : Pastor Hall
- 1941 : Freedom Radio
- 1941 : Quiet Wedding
- 1941 : The Common Touch
- 1942 : The Big Blockade
- 1942 : This Was Paris
- 1942 : Perdido un avión
- 1942 : The Day Will Dawn
- 1942 : The First of the Few
- 1942 : Sangre, sudor y lágrimas
- 1943 : The New Lot
- 1944 : Tunisian Victory
- 1944 : Tawny Pipit
- 1946 : Carnival
- 1946 : Grandes esperanzas
- 1947 : The Life and Adventures of Nicholas Nickleby
- 1947 : Fame Is the Spur
- 1948 : The Guinea Pig
- 1950 : Chance of a Lifetime
- 1951 : The Magic Box
- 1953 : Never Let Me Go
- 1956 : The Man Who Knew Too Much
- 1956 : Moby Dick
- 1956 : Tiger in the Smoke
- 1956-1957 : Nathaniel Titlark (serie TV, con Maureen Pryor)
- 1957 : Fortune Is a Woman
- 1957 : Doctor at Large
- 1957 : The Smallest Show on Earth
- 1957 : Saint Joan
- 1958 : Tom Thumb
- 1959 : Sapphire
- 1963 : Heavens Above!
- 1968 : Baby Love
- 1969 : Run Wild, Run Free
- 1989 : The Lady and the Highwayman (telefilm)

## Publicaciones
- The British Theatre
- God's Brainwave
- Favourite Tales from Shakespeare